# 結合双生児
結合双生児（けつごうそうせいじ）とは、体が結合している双生児のことである。シャム双生児とも呼ばれるが、これは著名な結合双生児「チャン&エン・ブンカー兄弟」の出生地がシャムであったことに由来し、特別にシャムで結合双生児が多かったわけではない。
結合双生児は、およそ5万〜20万出生あたり1組程度の割合で発生するといわれる。中東およびアフリカではより発生率が高いといわれるが、正確・確実な統計は無く、推計の域を出ていない。1970年 - 1977年に行われたアメリカの大規模調査では出生790万3000件に対し81組（出生10万に対し約1.025組の割合）であった。

## 概要
結合体双胎（結合双生児）の発生原因は良くわかっていない。かつては受精胚がおおよそ13日目以降に分裂が起きた場合に結合双生児が誕生するという核分裂説が主流であったが、現在は分裂時期によるものではないという核融合説が主流となっている。結合部位により胸結合体、臀結合体、頭蓋結合体などが分類される。グースコイド（Goosecoid）のような遺伝子の発現異常が原因となることもある。こうした部分的な分離において、生命維持に必要な器官が共有されていない場合には外科的に分離することができる。また、脳や心臓などの非常に重要な臓器が結合している2人を分離して両者が生存した例もある。イギリスでは「分離しなければ2人ともすぐに死ぬ」という理由から、片方を犠牲にした上でもう片方を救うと言う双子の分離が認められたこともある。同性以外の結合双生児や、3人以上の結合児は確認されていない。通常の分娩が行われることは稀で、現在では大半が帝王切開によって出生する。
ナチス政権下のドイツでは優生学的見地にもとづき、シャム双生児を含む多くの障害者が「処分場」と呼ばれる施設に連行された（T4作戦）。
また医師で親衛隊員であったヨーゼフ・メンゲレは結合双生児に興味を示し、通常の双子を繋ぎ合わせて人為的に結合双生児を作る実験を行ったことがある。

## 著名な結合双生児

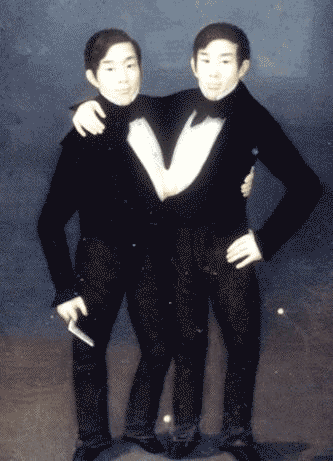
チャンとエン

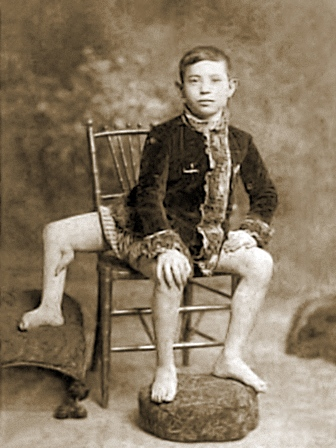
フランク・レンティーニ

チャン&エン・ブンカー兄弟
タイ出身の有名な腹部結合体であり、1800年代中頃に見せ物として英国や米国を旅した。最終的にはノースカロライナ州に定住して農業を営み、2人の妻との間に21人の子を得た。結合双生児をシャム双生児と呼ぶのは、彼らの興行名「The Siamese Twins」から来ている。

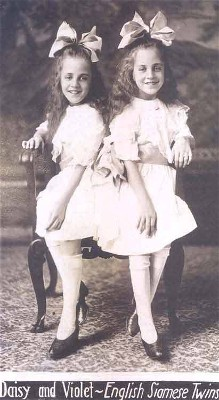
デイジー&ヴァイオレット・ヒルトン姉妹
臀結合体であるが、血液型は異なる。映画『フリークス』に出演していて、2人の生涯を基にしたミュージカル『SIDE SHOW』などが上演されている。
マーシャ&ダーシャ・クリヴォシュリポヴァ姉妹
1950年、モスクワ生まれ。坐骨結合体。3本の足を持って生まれ、後に一本を切除。何人もの医師から分離手術の申し出があったが、2人は拒否し続けた。2003年、アルコール依存症による心臓発作でマーシャが死亡、17時間後に分離手術を拒否したダーシャも死亡した。
ベトちゃんドクちゃん
1981年、ベトナム生まれ。下肢結合体。1988年にベトナムの病院で分離手術に成功。ベトナム戦争下で枯葉剤として使用された種類のダイオキシン類はマウス実験で催奇形性が確認されたことから、退役軍人及び散布地域住民の枯葉剤暴露とその子供の二分脊椎の増加についてはこの枯葉剤との関連が示唆された。2007年10月6日に兄のベトが腎不全と肺炎の併発で死去。弟のドクには2022年現在妻子（息子と娘）がおり、また2019年にはホーチミン市内にて1か月間のみ飲食店を経営していた。
ラダン&ラレ・ビジャニ姉妹
1974年、イランのシーラーズ生まれ。頭部結合体。2003年にシンガポールの病院で分離手術を受けたが失敗し、2人とも手術中に死亡した。当時、世界的に報道された。
アビゲイル&ブリタニー・ヘンゼル姉妹
1990年、アメリカ合衆国ミネソタ州生まれ。二頭体。独立した心臓、胃を持ち、脊柱が臀部で癒合していた。両親は悩んだ末、分離手術を拒否したため、2人は結合したまま成長した。2人は「分離したいと思ったことは一度もない」と話す。2人はとても快活で友人も多く、運動を好み、水泳・乗馬・スケート・野球・バレー等をこなす。1996年4月の雑誌『ライフ』の表紙を飾った。2013年には小学校教師になったことが報じられた。
長嶺姉妹
2001年1月10日、沖縄県恩納村の夫妻の間に生まれた姉妹。母親は妊娠12週の検診で結合している可能性を告げられるが、出産する事を決意。ただ、当時の沖縄県には結合分離に対応した病院がなかったため、神奈川県川崎市の聖マリアンナ医科大学で出産。お腹の部分でつながってはいるが元気な女の子だった。手術後の詳しい検査でも共有部分は肝臓のみで、それ以外の臓器は完全に独立していた。2人が共有する肝臓に付属する胆管が2人分なければ、どちらかがその後の成長に大きな問題を残すことになると思われたが、胆管も2つあったことが分かり、2001年3月7日に子供たちの分離手術は順調に進み4時間で終了。手術から2週間で退院した。
フェイス&ホープ・ウィリアムズ姉妹
2008年11月26日、イギリスのロンドンで生まれる。妊娠中に中絶するという選択肢もあったが、両親は前向きに育てていくことを決心し、帝王切開にて出産する。2人は胸から腹部にかけて結合しており、心臓は別々だったが、肝臓と腸を共有していた。当面は分離手術を実施しない方針だったが、生後5日目に共有している腸が閉塞して容体が悪化したため、緊急手術を決定。その後、肺が小さく、十分に呼吸できない状態だったというホープが12月3日に死亡した。また、フェイスも合併症による組織障害が全身におよび、12月25日の午後に死亡した。
アンディ・ガルシア
キューバ系アメリカ人俳優。肩部結合体。一般的に知られる結合双生児は両者の外見が等しいが、彼の場合、兄弟はテニスボールほどの大きさで肩にくっついているという程度であった。分離手術を行い傷跡が残ったため、ヌードシーンの撮影を全て断っている。
ビデンデンのおとめ
1100年にイギリス、ケント州ビデンデンに生きたとされる姉妹。言伝えによれば肩と腰が結合しており、毎年復活祭において貧しい人たちへ慈善活動を行っていたと伝えられる。歴史学者の調べによると、実際は腰が結合しているのみで、生年も12世紀ではなく16世紀であった。
フランク・レンティーニ（英語版）
イタリアで生まれ、アメリカ合衆国で活躍した大道芸人。結合双生児が部分的に吸収された結果、3本の脚を有していた。前述のチャン&エンと共に映画『グレイテスト・ショーマン』にも登場する。
この他、極めて稀ながら寄生的頭蓋結合という症例も存在している。これは頭部にもう一方の頭部がほぼ単体で結合している例となる。

## 結合双生児を主に扱った作品
小説
- 孤島の鬼 - 江戸川乱歩、異性結合双生児を扱う
- 悪霊島 - 横溝正史、映画化もされる
- 暗黒館の殺人 - 綾辻行人
- シャム双生児の謎 - エラリー・クイーン
- ブラザーズ・オブ・ザ・ヘッド - ブライアン・W・オールディス
- わたしの全てのわたしたち - サラ・クロッサン
- サンショウウオの四十九日- 朝比奈秋

映画、舞台作品
- 悪魔のシスター - ブライアン・デ・パルマ
- ツイン・フォールズ・アイダホ - マイケル・ポーリッシュ
- バスケットケース - フランク・ヘネンロッター
- ふたりにクギづけ - ファレリー兄弟
- フリークス - トッド・ブラウニング
- シスターズ - ダグラス・バック
- 蝋人形の館 - ジャウム・コレット＝セラ
- サイド・ショウ - デイジー&ヴァイオレット・ヒルトン姉妹の生涯を描いたミュージカル及び映画

漫画
- 半神 - 萩尾望都
- ブラック・ジャック 第37話「2人のジャン」 - 手塚治虫、頭部を2つ持つシャム双生児を手術する
- 天国に結ぶ恋 - 大越孝太郎、異性結合双生児を扱う
- 双頭の巨人 - 楳図かずお、単行本『怪獣ギョー/楳図かずおの恐怖劇場』に収録

その他
- 『マーシャとダーシャ：世界でいちばん孤独な姉妹』 - マーシャ&ダーシャ・クリヴォシュリポヴァ姉妹による書籍、日本では武者圭子訳のものが講談社より2000年に出版（ISBN 4062098741）
- サウスパーク - アニメ、頭部に死んだ胎児がくっついている教師ゴーラムが登場する
- バランス - ヴァン・ヘイレンのアルバム、日本版以外ではジャケット写真が結合双生児
- テイルズウィーバー - オンラインゲーム、頭部を2つ持つシャム双生児がダンジョンボスとして登場する
- 日影の忍者勝彦オールスターズ - 歌手グループ、メンバーの中の「アメ入道（東野幸治）」と「ムチ入道（ほんこん）」がこれにあたる